# Kraljevina Srbija
Kraljevina Srbija obuhvaća povijesno razdoblje od 1882. do 1918., dok se u širim okvirima pod nazivom Novovjekovna srpska država smatra razdoblje od 1804. (Kneževina Srbija).
Odlukom Berlinskoga kongresa 1878., Srbija je stekla potpunu neovisnost, 1882. postala je kraljevinom, a 1888. ustavnom monarhijom. Nakon prevrata 1903. u Srbiji je obnovljen građansko-demokratski režim i parlamentarni politički sustav te napuštena proaustrijska politika. Na vlast su došli Karađorđevići. Tijekom 1912. i 1913., Srbija je vodila dva balkanska rata i dobila vardarsku Makedoniju, Kosovo i dijelove Novopazarskog Sandžaka. U I. svjetskom ratu bila je saveznica Antante. Imala je početne uspjehe (u bitkama na Ceru i Kolubari), no poražena je 1915. Oslobođena je uz pomoć saveznika (solunsko bojište) te 1918. pristupa Kraljevstvu Srba, Hrvata i Slovenaca (u kojem je sačinjavala oko 36% teritorija i oko 34% pučanstva).

## Povijest
U vanjskoj politici Srbija je bila pasivna sve do izbijanja ustanka u Bosni i Hercegovini 1875. Osim pomaganja ustanicima, ona je u savezu s Crnom Gorom objavila rat Osmanskomu Carstvu (1876.), ali je odmah bila poražena (primirje u ožujku 1877.). Kada je u rat ušla i Rusija (travanj 1877.), Srbija je obnovila ratna djelovanja i zauzela područja Niša, Pirota, Leskovca i Vranja. Rusko-osmanski mir u San Stefanu 1877. nije vodio računa o Srbiji, ali je na Berlinskom kongresu (1878.) ona dobila potpunu neovisnost i četiri okruga (niški, pirotski, leskovački i vranjski). Iako je dobila potpuno priznanje, Srbija je ostala nezadovoljna jer je Bosna i Hercegovina, s čijim se oslobođenjem i pripojenjem računalo, došla pod austrougarsku okupaciju. Od tada su odnosi s Austro-Ugarskom bili posebno zamršeni, jer je, s jedne strane, u njoj imala političkog saveznika i najvažnijega gospodarskog partnera, a s druge ju doživljavala kao suparnicu oko programatski predviđenoga srpskoga nacionalnog teritorija »Velike Srbije« (Bosna i Hercegovina, Srijem, Banat, Bačka, Slavonija, Banovina, Kordun, Lika i Dalmacija). Upravo je južna Ugarska, koja se od sredine XIX. stoljeća sve češće nazivala Vojvodinom, postala žarištem srpskoga nacionalnog pokreta, a vojvođanski intelektualci njezini glavni ideolozi. Ipak, nakon stjecanja neovisnosti, Srbija dulje vrijeme nije vodila aktivnu vanjsku politiku. Knez Milan II. Obrenović (1868. – 1889.) zaključio je 1881. s Austro-Ugarskom tajnu konvenciju kojom se obvezao da Srbija neće voditi nacionalnu agitaciju u Bosni i Hercegovini i da bez prethodnoga sporazuma s Austro-Ugarskom neće zaključivati nikakve političke ugovore. Za uzvrat je dobila otvorene ruke (austrijsku diplomatsku pomoć) za širenje prema jugu i jamstvo za nasljedno prijestolje knezu (koji se 1882. proglasio kraljem).
U tom razdoblju u Srbiji su se pojavile moderne političke ideologije i postupno su se ustrojavale političke stranke (Radikalna, Liberalna i Napredna stranka). U ratu s Bugarskom (1885. – 1886.) Srbija je pretrpjela poraz, a unutarnje je nezadovoljstvo prisililo kralja Milana na popuštanje. Velika skupština donijela je 1888. liberalniji ustav, po kojem je Srbija postala ustavna monarhija. Iduće godine Milan je abdicirao u korist sina Aleksandra, koji je pokušao povratiti stare kraljeve ovlasti (1894. vratio je na snagu ustav iz 1869.). Nezadovoljna njegovom unutarnjom i vanjskom politikom (utjecaj Austro-Ugarske), skupina časnika izvršila je udar u kojem su bili ubijeni kralj i njegova supruga (1903.). Za kralja je tada izabran Petar I. Karađorđević, a istodobno je vraćen i ustav iz 1888. Iako je formalno bila obnovljena parlamentarna monarhija, veliki su utjecaj na državnu politiku zadržali vojni krugovi. U vanjskoj politici napuštena je orijentacija prema Austro-Ugarskoj, što je dovelo do tzv. Carinskog rata (1906. – 1910.). Odnosi su se još više pogoršali pošto je Austro-Ugarska 1908. provela aneksiju Bosne i Hercegovine, koju je Srbija priznala tek na pritisak Rusije 1909. (aneksijska kriza). U takvoj situaciji došlo je do uzajamnoga približavanja balkanskih država i sklapanja saveza između Srbije, Crne Gore, Bugarske i Grčke (1912.).
Iste godine saveznice su objavile rat Osmanskomu Carstvu, a u ratovima 1912. – 1913. (balkanski ratovi) Srbija je osvojila Kosovo (bez Metohije) i Makedoniju. Srbija se nakon dužega razdoblja ponovno okrenula svojim planovima o širenju prema sjeveru i pojačala je djelovanje među srpskim stanovništvom u Austro-Ugarskoj. Među ostalim, podupirala je osnivanje terorističkih skupina, a pripadnik jedne od njih (Mlada Bosna) Gavrilo Princip izveo je u Sarajevu atentat na austrijskog nadvojvodu Franju Ferdinanda (28. lipnja 1914.), što je bio povod za početak I. svjetskog rata. U ratu s Austro-Ugarskom srpska je vojska nakon početnih uspjeha (Kolubara, 1914.) bila prisiljena na povlačenje. Uz nju se preko Albanije u Grčku povukao i dio civilnoga stanovništva (1915.). Srbiju su zauzele austrougarske, njemačke i bugarske snage. Kralj i vlada ostali su u izbjeglištvu sve do kraja rata, a vojska se nakon preustroja na Krfu uključila u borbe na Solunskom bojištu. U rujnu 1918. bila je probijena Solunska fronta, a do početka studenoga 1918. Srbija je bila oslobođena. Tijekom rata započeli su važni diplomatski pregovori s političarima iz Austro-Ugarske (vidi: Geopolitički položaj Hrvatske uoči Prvoga svjetskog rata, Jugoslavenski odbor i Hrvatska politika u Prvom svjetskom ratu) te Crne Gore, koji su ubrzo nakon završetka rata doveli 1. prosinca 1918. do osnutka Kraljevstva Srba, Hrvata i Slovenaca, u sastav kojega je i sama ušla, osiguravši si dominantnu ulogu i omogućivši prijestolje svojoj kraljevskoj dinastiji (Jugoslavija).

### Karte
- Širenje Srbije od 1817. do 1914. godine
- Privremena osvajanja u Prvom balkanskom ratu (1912. – 1913.)
- Proširenja nakon balkanskih ratova (1913.)
- Kraljevina Srbija prije I. svjetskog rata (1913.)

- Kraljevina Srbija pred ujedinjenje s Državom Slovenaca, Hrvata i Srba
- Baranja, Bačka i Banat de facto provincija Kraljevine Srbije
- Dio Banata, Bačke i Baranje koji je pripao Srbiji, Vojvodina
- Proširenja dobivena mirovnim sporazumom u Neuilly-sur-Seine (1919.)

## Stanovništvo
Popisi stanovništva rađeni su po državljanstvu svakih 5 godina. Progon muslimana iz Srbije u Tursku bitno je utjecao na ishod popisa stanovništva iz 1910. u kojem je državljanstvo umjesto narodne pripadnosti glasilo kao glavni čimbenik. Prema tumačenju velikosrpske ideologije primjerice Makedonci, Bugari, Bošnjaci i Hrvati smatrani su Srbima.
Broj stanovnika 1900. iznosio je 2.497.000.

### 1910.
Popis stanovništva iz 1910. je ujedno bio i posljednji.
| Popis iz 1910. |                 |        |
| državljanostvo | broj pripadnika | %      |
| srbijansko     | 2.890.615       | 99.00% |
| crnogorsko     | 570             | 0.00%  |
| austrouagrsko  | 12.123          | 0.40%  |
| bugarsko       | 571             | 0.00%  |
| rumunjsko      | 163             | 0.00%  |
| tursko         | 6.060           | 0.20%  |
| ostalo         | 11.965          | 0.40%  |
| ukupno         | 2.922.058       | -      |

Srbija je imala 99% pripadnika srbijanskih državljana, dok je najviše stranih bilo iz Austro-Ugarske. S većinskim pravoslavnim stanovništvom je živjelo nešto više od 11.000 muslimana, a turskih pripadnika je bilo 6.000 za koje se pretpostavlja da su islamizirani Srbi. Od austougarskih, dvije trećine su katolici a ostalo su Srbi-Prečani.

### 1910. – 1912.
Pregled najvećih gradova po broju stanovnika prije Balkanskih ratova.
- Beograd - 90.000
- Niš - 25.000
- Kragujevac - 18.500
- Leskovac - 14.300
- Požarevac - 13.000
- Vranje - 12.500
- Šabac - 12.000
- Pirot - 11.000

### Balkanski ratovi
Srbija je nakon tih ratova dobila teritorij od 40.000 km², povećavši svoju populaciju za 1.660.000 stanovnika.
Pregled najvećih gradova po broju stanovnika gradova anektiranih Balkanskim ratovima.
- Bitolj - 60.000
- Skoplje - 50.000
- Prilep - 22.000
- Prizren - 21.000
- Štip - 20.000
- Priština - 18.500
- Ohrid - 18.000
- Novi Pazar - 13.000

## Kraljevi
- Milan Obrenović (1882. – 1889.)
- Aleksandar Obrenović (1889. – 1903.)
- Petar I. Karađorđević (1903. – 1918.)

- Namjesništvo (1889. – 1893.): Jovan Ristić, Kosta Protić i Jovan Belimarković
- Regent (1914. – 1918.): Aleksandar I. Karađorđević